# Tao Te Ching

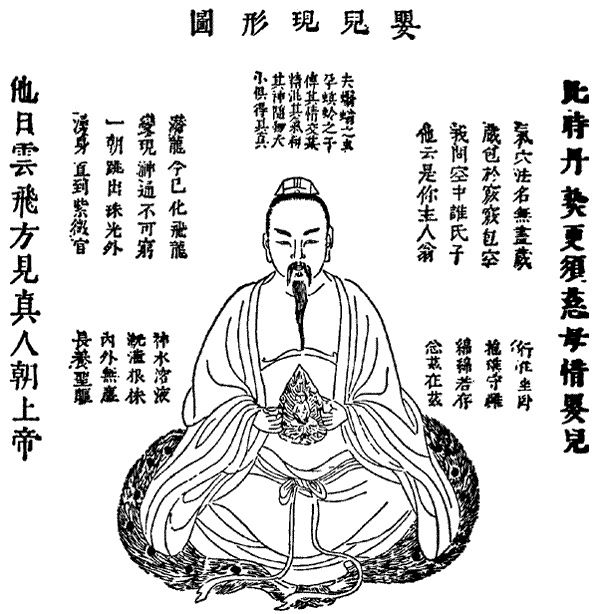
Spiritul nemuritor al taoistului

Tao Te Ching (Tao Te King sau Dao De Jing) este un text clasic chinez, scris cam prin 600 î. Hr. și atribuit lui Lao Zi. Este una din scrierile de referință ale filozofiei chineze, deoarece a stat la baza taoismului.

## Textul

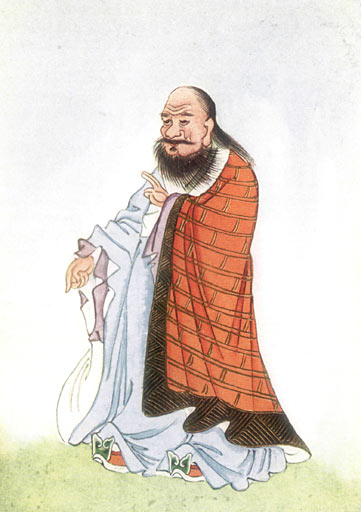
Lao Zi, din Myths and Legends of China (1922) de E.T.C. Werner

### Titlul
Titlul poate fi tradus în mai multe moduri, aceasta datorită polisemiei cuvintelor chineze. Textul sacru este alcătuit din două părți (și forma titlului o arată):
- Tao/ Dao: înseamnă "calea", "drumul" , "principiul", "doctrina" sau pur și simplu "Calea". Acest termen, utilizat și de alți filozofi chinezi (Confucius, Mencius, Mozi, Han Feizi), semnifică aici partea esențială, primordială a universului.
- Dé/ Te: "virtute", "putere divină"

Particula Jing/Ching arată faptul că lucrarea este "clasică", "canonică", adică lucrare importantă, de referință.
Așadar "Tao Te Ching" poate fi tradus prin: "Cartea Drumului către Adevăr". O altă accepție: "Cartea Drumului 
și a Virtuților Sale". (Prin majuscule se subliniază atributul sacru al termenilor).

### Conținut

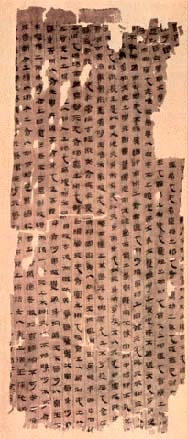
Fragment de manuscris pe mătase

Cartea conține 5 000 de caractere chinezești, împărțite în 81 capitole.
Sunt tratate concepte ale gândirii chineze antice ca: "Non-acțiunea", "Calea", "Întoarcerea", "Non-existența". Cartea este o culegere de aforisme, aparent fără legătură între ele. Lipsa viziunii de ansamblu face să se presupună că au contribuit mai mulți autori.
Nu există un obiectiv sau o concluzie finală. Stilul este laconic, aluziv ambiguu și eliptic.

### Autenticitate
Tao Te Ching este, după marea majoritate a autorilor, atribuită lui Lao Zi. Totuși identitatea reală a autorului rămâne discutabilă.
În scrierea Zhuang Zi, Lao Zi e menționat sporadic.
Prima lucrare referitoare la Lao Zi și demnă de luat în considerare este Shiji, scrisă cu circa 100 de ani î. Hr., un fel de "biografie" realizată de istoricul chinez Sima Qian și care combină trei versiuni:
- Lao Zi era contemporan cu Confucius (551 - 479 î. Hr.) și un fel de funcționar la arhivele imperiale.
- Lao Zi se numea de fapt Lao Laizi, de asemenea contemporan cu Confucius și care scrisese o carte formată din 15 părți.
- Lao Zi era un mare cronicar și astrolog imperial.

În fine, putem menționa tot felul de legende referitoare la existența lui Lao Zi. Astfel unele susțin că marele învățat s-ar fi născut deja bătrân (!) și că ar fi trăit aproape 200 de ani. 
Oamenii de știință chinezi de astăzi admit aproape în unanimitate că Lao Zi a fost o figură istorică, respingând legendele și fabulațiile care i se atribuie.
O altă metodă de stabilire a istoricității lui Lao Zi este cea filologică: Studiindu-se vocabularul și rima lui Tao Te Ching, s-a ajuns la concluzia că este anterioară lui Zhuangzi dar ulterioară lui Shi Jing.
Consensul cercetătorilor format în a doua jumătate a secolului XX este că Lao Zi nu a existat ca persoană istorică reală, iar cartea „lui” de căpătâi a fost compilată de mai mulți autori. Alan Watts a sugerat să avem mai multă prudență, susținând că asta era o modă a istoricilor de a se îndoi de personaje spiritual-religioase și că mulți ani sau poate niciodată nu vom ști sigur care a fost adevărul în această privință.
Conform filosofului Roderick Long, tema din Tao Te Ching este împrumutată de la filosofi confucianiști convinși de laissez faire.

### Versiuni
Multe ediții ale cărții Tao Te Ching ni s-au transmis, dar trei versiuni merită atenția:
- versiunea "Yan Zun": atribuită învățaților din perioada dinastiei Han
- versiunea "Heshang Gong": se pare că Heshang Gong a trăit în timpul domniei lui Wen din dinastia Han (202-157)
- versiunea "Wang Bi": este o versiune mai demnă de crezare; Wang Bi a fost un filozof faimos din perioada celor trei împărați[5]

## Comentarii și interpretări

### Dificultăți
Tao Te Ching a suferit sute de comentarii și interpretări de-a lungul timpului. De fapt, cum spune un pasaj din capitolul 70:
"Cuvintele mele sunt greu de înțeles [...] sau poate că nimeni din lume nu le înțelege".
Aceste dificultăți consistă în
- A fost scrisă în chineza clasică, greu de înțeles pentru un vorbitor actual.
- În urma diverselor traduceri, textul a suferit diverse modificări
- Conceptele filozofice sunt foarte abstracte

### Comentarii
Cele mai celebre comentarii sunt cele ale lui: Heshanggong, Yan Zun, Wang Bi și Xiang'er:
- Heshanggong este un personaj mai degrabă legendar. Propune o intepretare mai degrabă utilitară (întreținerea sănătății, menținerea ordinii publice, a armoniei sociale etc.)
- Yan Zun pune accentul și pe elementul filozofic. Se degajă noțiunea de ziran ("natură")
- Comentariul Xiang'er este atribuit lui Zhang Daoling și succesorului său Zhang Lu. Este primul comentariu asociat unui curent religios, lucru reflectat și de conținut: devotament pentru Tao, divinizarea lui Lao Zi, nemurirea ca scop
- Comentariul lui Wang Bi este unul dintre cele mai utilizate. Nu este nici religios, nici cosmologic, ci în primul rând logic. Aici, Tao - originea ontologică a tuturor lucrurilor, este absolut transcendental.

### Interpretări

Taiji, simbolul lui Yin și Yang

Avem patru mari direcții de interpretare:
- mitologică: tema haosului, a zeiței-mamă, a cultelor animiste
- mărturie a unei experiențe mistice, dar fără viziunile specifice
- sistem filozofic și metafizic
- manual al perfecționării de sine

## Traduceri în limba română
- ***, Dao de Jing. Cartea despre Cale și Virtutea ei, în Calea neștiutului Dao. Texte clasice daoiste, Traducere și îngrijire ediție: Mircea Iacobini, Editura Herald, Colecția Daoism, 2005, pp. 27–79, ISBN 973-7970-33-0